# Діогу Фернандіш Перейра
Діо́гу Фернáндіш Перéйра (порт. Diogo Fernandes Pereira; XVI ст.), якого іноді називають просто Діогу Фернандіш — португальський мореплавець XVI століття, родом із Сетубала, Португалія. Діогу Фернандіш був першим відомим європейським капітаном, який відвідав острів Сокотра в 1503 році, і одним із першовідкривачів островів Маскаренського архіпелагу (Реюньйон, Маврикій і Родригес) у 1507 році. Можливо, він також був першим європейцем, який увійшов з Атлантичного океану в Індійський океан не через Мозамбіцьку протоку, а шляхом на схід від острова Мадагаскар («зовнішній шлях» до Ост-Індії).

## Біографія
Ім'я Діогу Фернандіш Перейра зазвичай наводиться просто як «Діогу Фернандіш». Його іноді називають Діогу Фернандіш де Сетубал (його рідне місто), щоб відрізняти його від іншого авантюриста в Індійському океані того періоду з подібним ім'ям, відомого як Діогу Фернандіш де Бежа. У старіших літописах, наприклад Даміана де Гойша, його ім'я записане як Діогу Фернандіш «Пітейра» або «Петейра».
Діогу Фернандіш був португальським моряком маловідомого походження. За словами Жуана де Барруша, він був «уродженцем Сетубала, людиною, яку багато використовували на морі» (muito usado no mar). Він служив керманичем на кількох кораблях, тобто третім офіцером, нижче штурмана та капітана, посада, яка вимагала навчених навігаційних знань, і, можливо, служив штурманом в інших випадках.

## Зовнішній шлях відкриття о.Сокотра (1503)
У 1503 році Діогу Фернандіш Перейра був призначений керманичем і капітаном (дуже незвичайна комбінація) корабля з португальського Сетубала, що прямував в складі 5-ї Індійської армади до Індії. Яким чином керманич був піднятий до рангу капітана індійського нау (зазвичай посада, зарезервована для дворян або багатих людей, які «платили» за привілей), невідомо. Одна з можливих припущень полягає в тому, що корабель був не державною власністю, а приватним кораблем.
У деяких другорядних звітах говориться, що корабель Діогу Фернандіша називався Setúbal (Сетубал). Це майже напевно неправильно. Відомі списки 5-ї Індійської армади та хроніки насправді не дають його кораблю назви, а просто називають його «корабель з Сетубала», що свідчить про те, що він міг бути приватним спорядженням торгової спільноти міста Сетубал. Якщо так, то це може краще пояснити, як Діогу Фернандіш став капітаном — купці Сетубала просто природно вирішили довірити свій капітал своєму найобізнанішому та найдосвідченішому співвітчизнику.
Корабель Діогу Фернандіша увійшов до складу 5-ї португальської Індійської армади Афонсу де Албукеркі. Спочатку Фернандіш був призначений до третьої ескадри цього флоту під керівництвом віцеадмірала Антоніо де Салданьї. Але навігаційні помилки (з боку Салданьї) призвели до розділення кораблів ескадри незабаром після проходження островів Кабо-Верде. Далі Діогу Фернандіш змушений був йти один.
Хоча розповідь Коррея не підтверджується іншими хроністами, Діогу Фернандіш Перейра, схоже, майже напевно пропустив острів Мозамбік, звичайний пункт збору португальських кораблів, і де, як відомо, на нього чекав один з кораблів його ескадри на чолі з Руї Лоренсу Равашку. Натомість ми далі чуємо про Фернандіша біля мису Гвардафуй, що є важливим свідченням про те, що він обрав зовнішній маршрут, оскільки, пливучи саме цим маршрутом на північ, він не побачив би африканське узбережжя до самого Африканського рогу.
Десь наприкінці 1503 року неподалік від мису Гвардафуй Діогу Фернандіш натрапив на острів Сокотра. Хоча про острів здавна знали тогочасні східні купці (алое Сокотри було дуже цінним бальзамом на ринках Аравії та Індії), португальцям на той час він був невідомий. Діогу Фернандіш також був здивований, зустрівши на острові досить значну християнську (сирійську) громаду (зрештою, це був переважно мусульманський регіон). Діогу Фернандіш провів зиму на Сокотрі, перш ніж перетнути Індійський океан (знову самостійно) на початку 1504 року.
Діогу Фернандіш прибув до Індії якраз тоді, коли заморін із Калікуту розпочав напад на союзний Португалії Кочін. Під час запеклої битви при Кочіні (1504) командир португальського гарнізону Дуарте Пачеку Перейра доручив якомусь «Діогу Перейру» (можливо, Діогу Фернандішу?) керувати під час захисту міста португальським судном "Консепсан" (Concepção).

## Відкриття Маскаренських островів (1507)
Діогу Фернандіш повернувся до Португалії в 1505 році. Його доповідь про Сокотру викликала велике зацікавлення при португальському дворі. Стратегічне розташування острова в гирлі Червоного моря зробило його оптимальним місцем для розміщення португальського патруля. Це могло б полювати на арабське судноплавство і закрити конкуруючу торгівлю спеціями через цей маршрут. Існування ізольованої християнської громади лише зробило її ще привабливішою (португальці давно сподівалися знайти порт з християнським населенням в Індійському океані, де в портових містах зазвичай переважали мусульмани). Негайно було розпочато плани спорядження ескадрильї під командуванням Афонсу де Албукеркі, щоб захопити острів для Португалії.
Ескадра Сокотри була приєднана до 8-ї армади 1506 року на чолі з Тріштаном да Кунья. Сам Діогу Фернандіш також брав участь в експедиції, хоча тільки як майстер корабля Афонсу Албукеркі, Cisne («Лебідь», зазвичай транскрибується як Cirné).
Наприкінці 1506 року, коли 8-ма армада зробила традиційну для того часу зупинку на острові Мозамбік, адмірал Тріштан да Кунья наказав зробити довгу зупинку, щоб дослідити острів Мадагаскар (тоді відомий як острів Св. Лаврентія, порт. ilha de São Lourenço). Під час цієї перерви припускається, що Альбукеркі (не дуже зацікавлений у таких географічних дослідженнях) вирішив залишитися в Мозамбіку і тимчасово передав свій корабель Cirné під командування капітана Діогу Фернандіша Перейри.

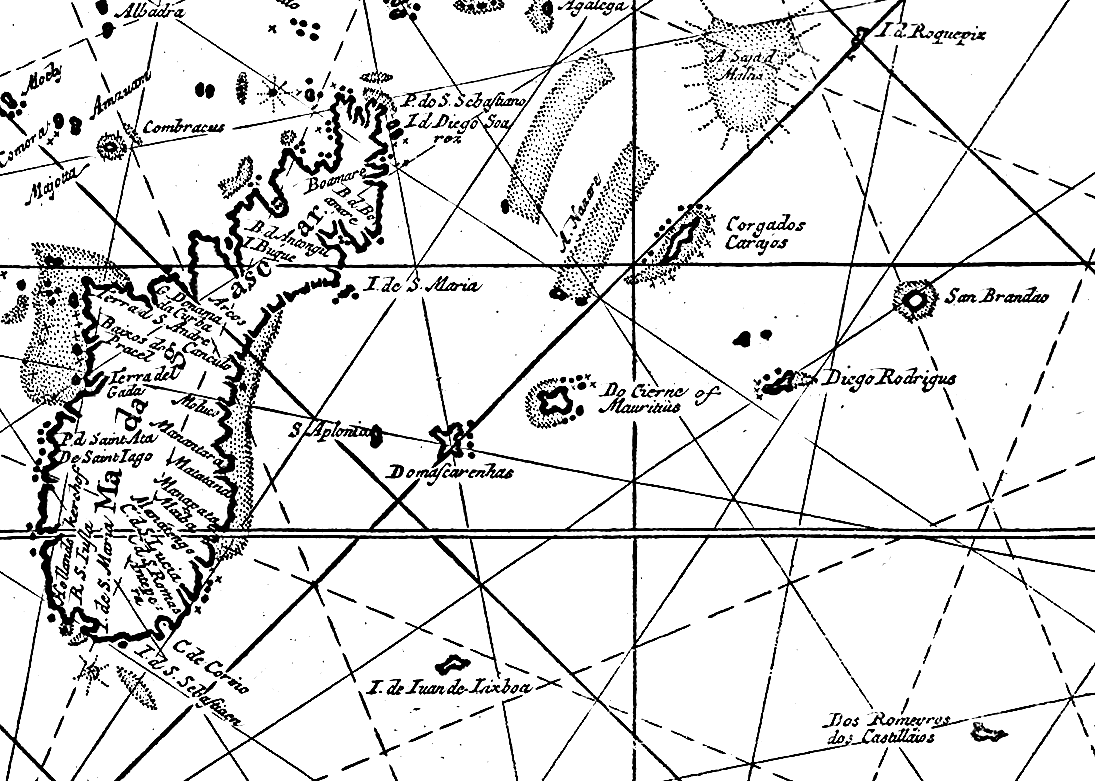
Деталі Маскаренських островів з голландської карти 1689 року з деякими з попередніх назв островів.

Кажуть, що Діогу Фернандіш зробив широку дугу по морю на схід від Мадагаскару і натрапив на острів Реюньйон, який він назвав островом Св. Аполлонії (порт. ilha de Santa Apollonia, на честь святої Аполлонії, день якої був 9 лютого 1507 року). Він рушив далі на схід, де відкрити острів Маврикій, який назвав ilha do Cirné (за назвою його корабля). Звідти Фернандіш пішов ще далі на схід і виявив острів, тепер відомий як Родригес, але який у той час називався на картах як ilha de Diogo Fernandes, Domigo Friz або Domingo Frias (останні два, ймовірно, просто погані картографічні транскрипції або скорочення від 'Diogo Фернандіш). Він зупинявся, щоб поповнити запаси води на першому і третьому островах, перш ніж повернутися в Мозамбік.
Острів Діогу Фернандіш («Доміго Фріз») відвідав Діогу Лопіш де Секейра в 1509 році, і назва «Дон Галопеш» (ще одна транскрибована абревіатура) іноді з'являється для цього острова на деяких картах. Остаточну назву він змінив набагато пізніше, після того, як інший португальський дослідник Діогу Родрігіш відвідав цей район у 1528 році і назвав острів Родригес, надавши йому своє ім'я.
Діогу Родрігіш дав назу також усьому архіпелагу з трьох островів, назвавши їх Маскаренські на честь іншого мореплавця та віцекороля Португальської Індії Педру Машкареньяша, який відвідав острови в 1512 році, слідуючи описам Секейри.

## Подальші відомості
Після повернення зі свого маскаренського плавання Діогу Фернандіш Перейра продовжив брати участь разом з Албукеркі у подальшому плаванні та у підкоренні Сокотри того літа. Після цього ми більше не маємо про нього точних відомостей. Якби Діогу Фернандіш залишився на борту Cirne після Сокотри, він би брав участь разом з Албукеркі у завоюванні Ормуза восени 1507 року, але ми не маємо відомостей про його перебування там. Що ще важливіше, відсутні записи про його участь (або неучасть) у заколоті проти Албукеркі в Ормузі. Ми знаємо, що Албукеркі підвищив якогось «Дініша Фернандіша» в капітани замість одного з бунтівників; ми також знаємо, що певний «Діогу Перейра» був причетний до подання петиції бунтівних капітанів португальському віцекоролю в Кочіні. Але немає жодних доказів чи припущень, що когось із цих чоловіків можна ототожнити з Діогу Фернандішом Перейрою.